# Herdelärka
Herdelärka (Spizocorys fringillaris) är en utrotningshotad afrikansk fågel i familjen lärkor inom ordningen tättingar.

## Utseende och läte
Herdelärkan är en liten (12–13 cm) lärka med kraftigt streckad ovansida och hudfärgad, knubbig näbb. Undersidan är beige med ett streckat bröstband som kontrasterar mot den vita strupen. Liknande rosanäbbad lärka har en mindre konformad, skär näbb, blekare undersida och vita yttre stjärtpennor. Bland lätena hörs upprepade "chiree" och i flykten under häckningstid "chuk".

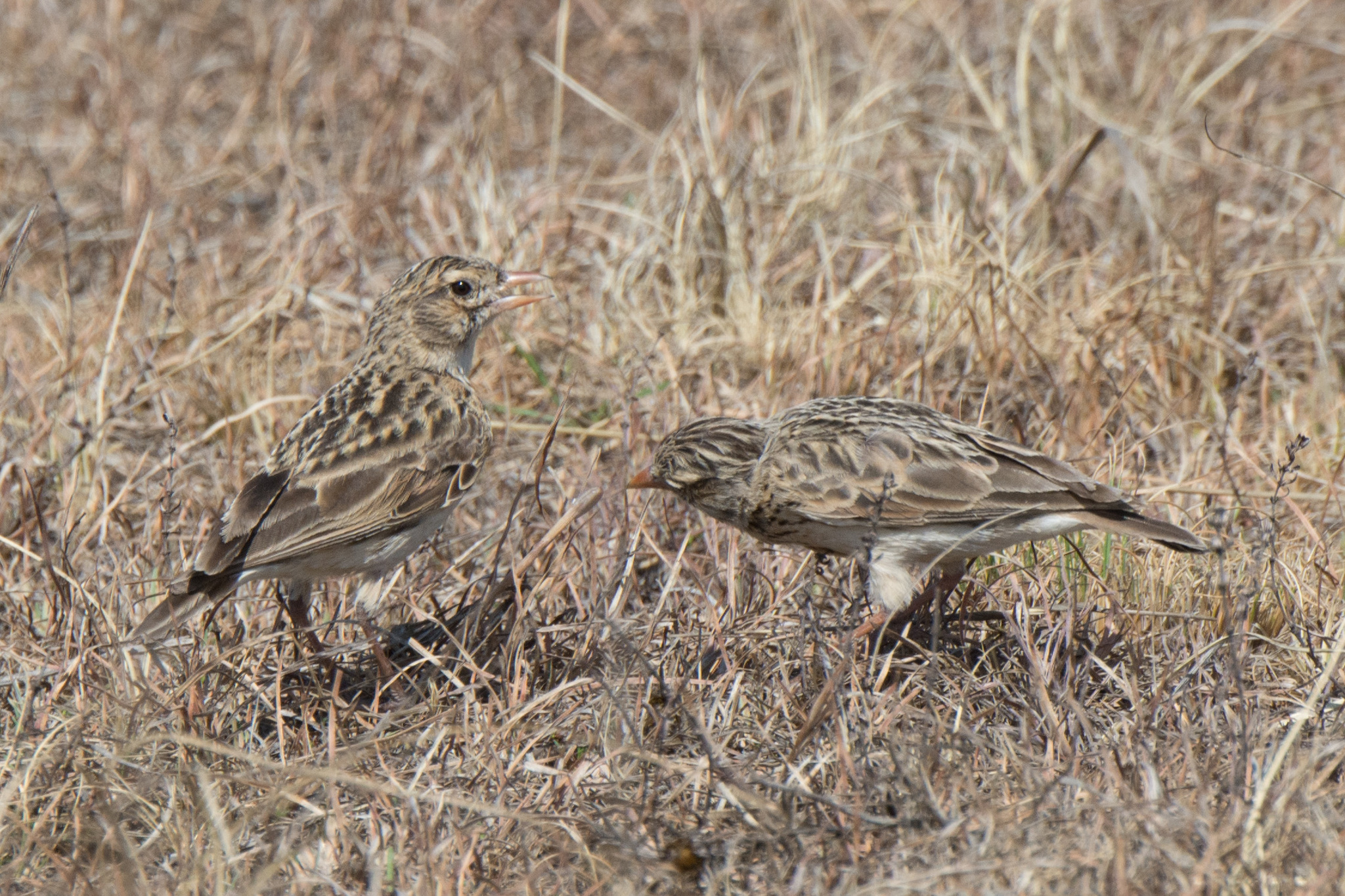

## Utbredning och systematik
Fågeln förekommer i nordöstra Sydafrika, i södra Mpumalanga och östra Fristatsprovinsen. Den behandlas som monotypisk, det vill säga att den inte delas in i några underarter.

## Status
Arten tros ha minskat mycket kraftigt orsakat av habitatförstörelse till förmån för jordbruk. Detta tros fortsätta i framtiden. Internationella naturvårdsunionen IUCN kategoriserar därför arten som starkt hotad. Världspopulationen uppskattas till endast mellan 1.000 och 2.500 vuxna individer.